# Pittasoma
A Pittasoma a madarak osztályának verébalakúak (Passeriformes) rendjébe és a szúnyogevőfélék (Conopophagidae) családjába tartozó nem.

## Rendszerezésük
A nembe az alábbi 2 faj tartozik:
- feketesapkás hangyászpitta (Pittasoma michleri)
- vörhenyesfejű hangyászpitta (Pittasoma rufopileatum)

## Előfordulásuk
Közép-Amerikában és Dél-Amerika északnyugati részén honosak. A természetes élőhelyük szubtrópusi és trópusi síkvidéki esőerdők.

## Megjelenésük
Átlagos testhosszuk 18-19 centiméter, testtömegük 96-110 gramm.